# Svarta hingsten
Artikeln handlar om filmen, för bokserien, se Svarta hingsten (bokserie).
Svarta hingsten (originaltitel: The Black Stallion) är en amerikansk äventyrsfilm från 1979.

## Handling
Huvudrollen Alec spelas av Kelly Reno. Han förlorar sin far (Hoyt Axton) i en färjekatastrof. Alec räddar livet på en svart häst som finns ombord och hästen räddar i sin tur livet på Alec. När de kommer tillbaka till USA får de hjälp av en gammal galopptränare (Mickey Rooney) och kan så småningom tävla mot Amerikas bästa galopphästar.

## Om filmen
Svarta hingsten regisserades av Carroll Ballard och bygger på den berömda romanen med samma namn, av Walter Farley. Francis Ford Coppola var exekutiv producent för filmen.
Filmen vann en Oscar för bästa ljudredigering (Alan Splet) och nominerades till ytterligare två; för bästa klippning (Robert Dalva) och för bästa manliga biroll (Mickey Rooney).

## Rollista
| Cass Ole       | – Svarten                |
| Kelly Reno     | – Alec Ramsey            |
| Mickey Rooney  | – Henry Dailey           |
| Teri Garr      | – mrs. Ramsey, Alecs mor |
| Clarence Muse  | – Snoe                   |
| Hoyt Axton     | – mr. Ramsey, Alecs far  |
| Marne Maitland | – Drake Captain          |

## Hästar
Svarten spelas i de flesta scenerna av arabhingsten Cass Ole. Tre andra hästar användes i olika stunt.